# Peziza depressa
Peziza depressa är en svampart som beskrevs av Pers. 1796. Peziza depressa ingår i släktet Peziza och familjen Pezizaceae.  Arten är reproducerande i Sverige. Inga underarter finns listade i Catalogue of Life.